# Giannino Castiglioni
Giannino Castiglioni (Milán, Italia, 4 de agosto de 1884 - Lierna Lago de Como, Suiza, 27 de agosto de 1971) fue un escultor y pintor italiano.

## Biografía
Giannino Castiglioni estudió en Academia de Bellas Artes Brera en la cual se graduó en 1906 con Dante Parini, bajo la dirección de Enrico Butti. En el mismo año, participó en Milán de 1906 exposición de Milán con una escultura y medallas.
En 1941, Giannino Castiglioni diseñó la Capilla Girola, ubicada en el Cementerio Monumental de Milán, en Lierna, en colaboración con Piero Portaluppi, con quien trabajó en varios proyectos.
Casado con Livia Bolla, tres de sus hijos (Livio, Pier Giacomo y Achille) fueron destacados diseñadores industriales.

## Imágenes

Obras de Castiglioni
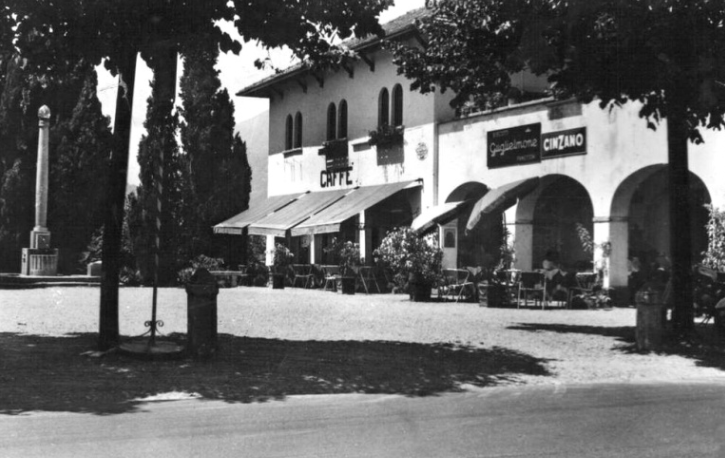
El escultor Giannino Castiglioni rediseñó el entorno de Lierna junto al Lago de Como, sobre el trazado medieval, 1932
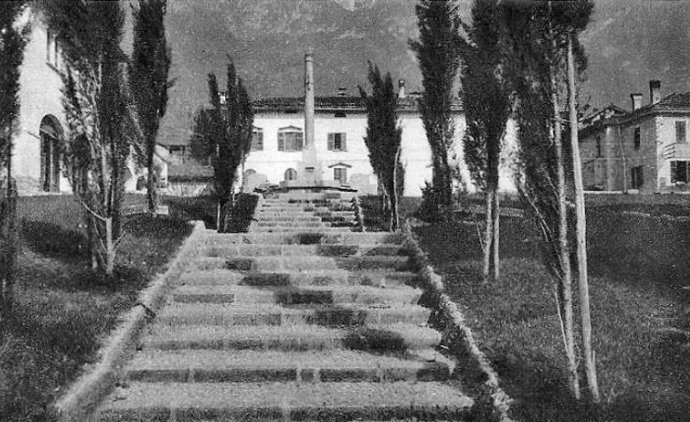
Escalera Castiglioni, como una cascada en el lago, Piazzetta di Lierna Lago de Como (1940)
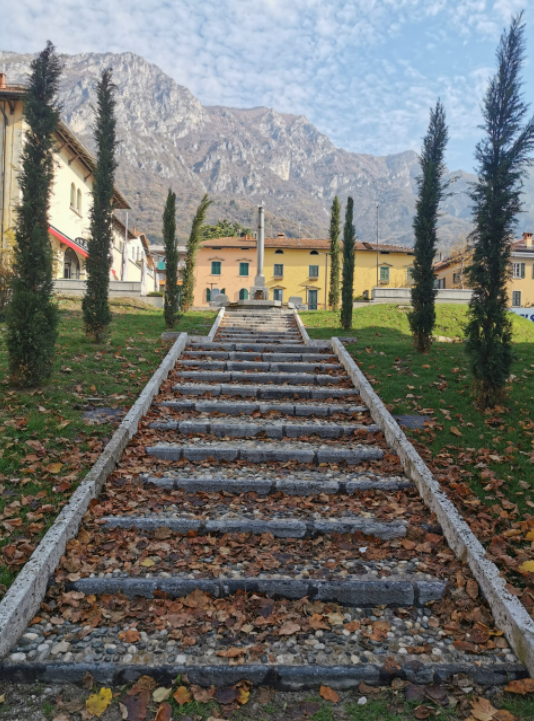
Gran escalera de Lierna al lago, diseñada por Castiglioni
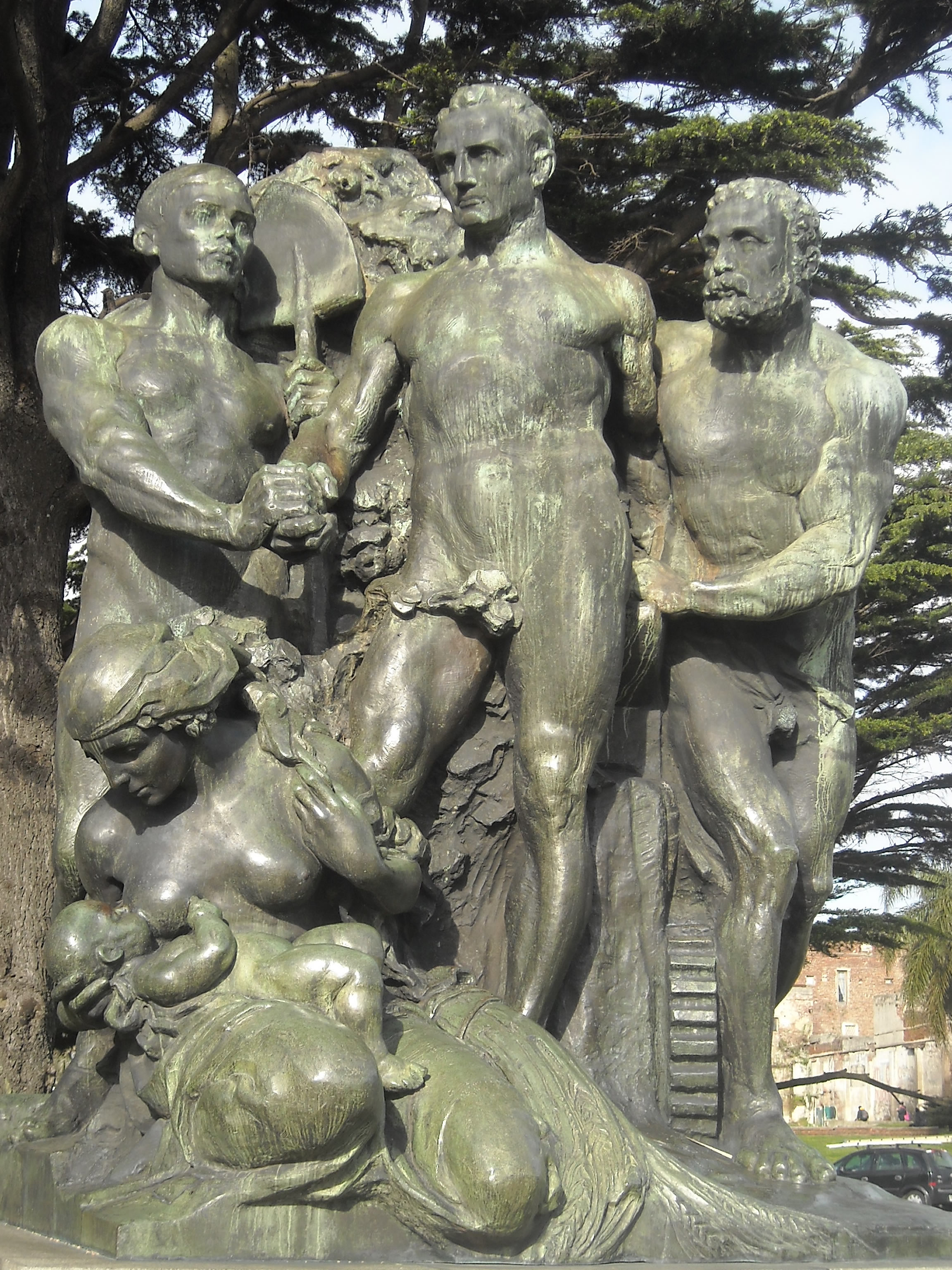
Esculturas para el palacio del Parlamento de Montevideo, Uruguay (1925)
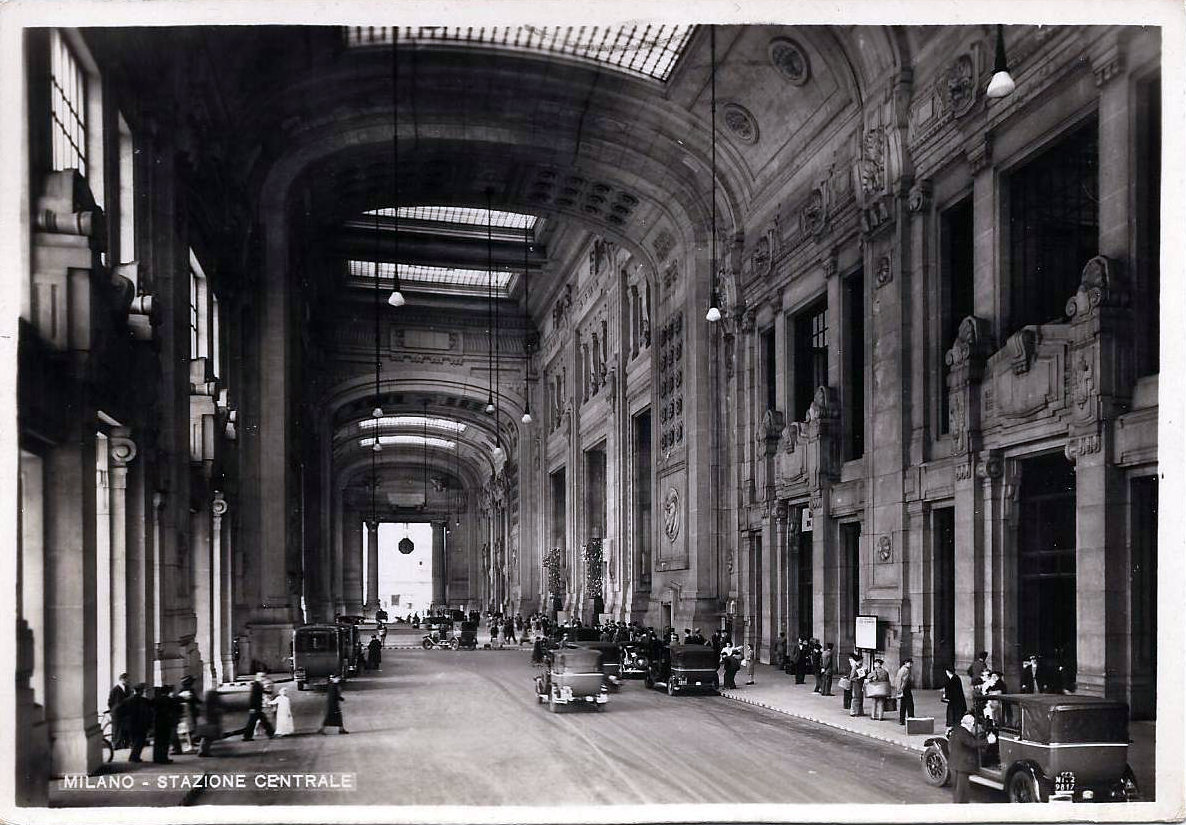
Estación Central de Milán (Galleria delle Carrozze)
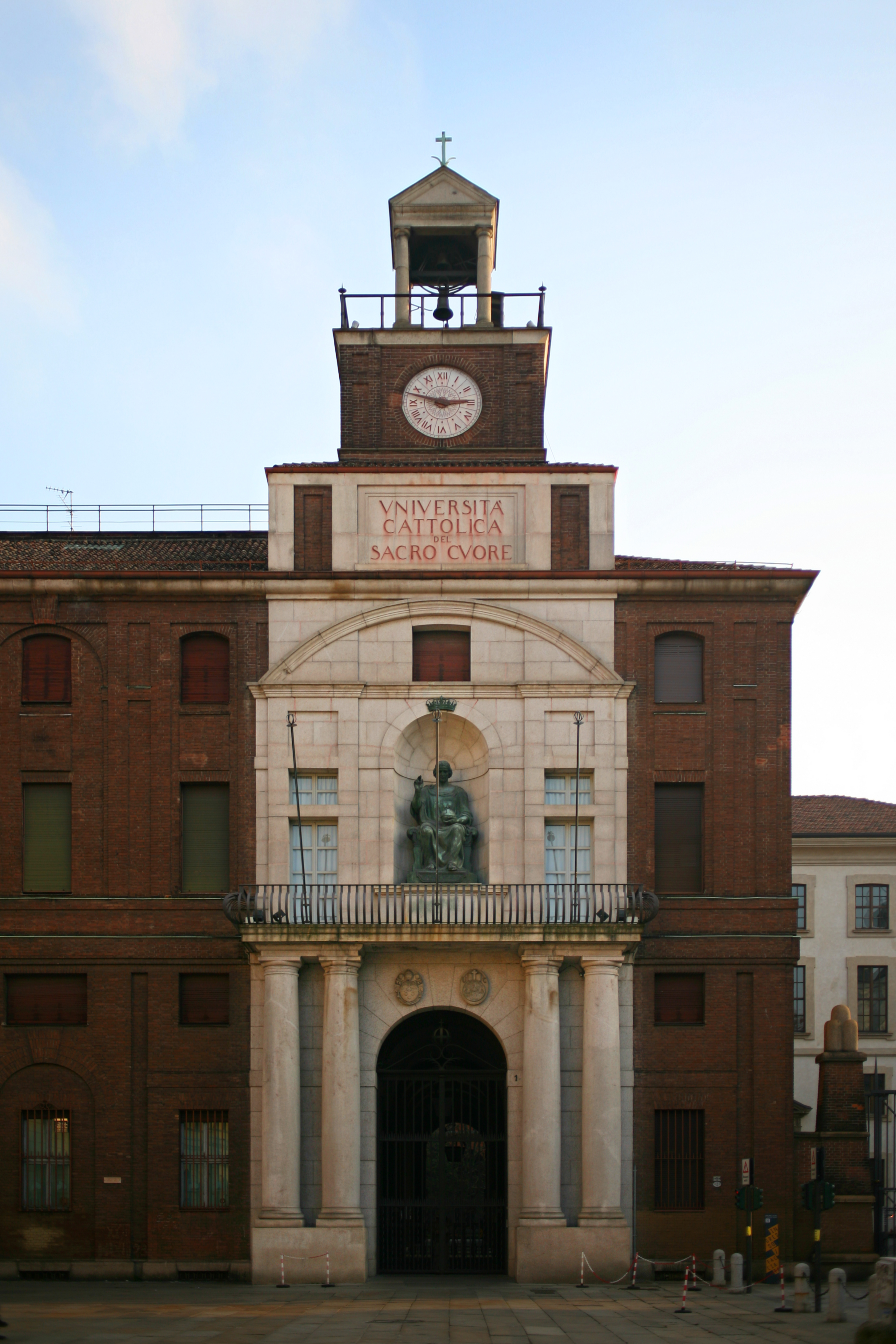
Fachada de la Universidad Católica de Milán